# Vanessa Mason
Vanessa Mason (* 23. Dezember 1976 in West-Berlin) ist eine deutsch-US-amerikanische Sängerin und Tänzerin.
Masons Vater ist ein ehemaliger in Berlin stationierter GI aus den Vereinigten Staaten; sie wuchs in Berlin auf und begann mit 16 Jahren zu singen. Von 1994 bis 1998 war sie Sängerin bei der Eurodance-Gruppe Real McCoy. 2000 trat sie als Solokünstlerin im Vorprogramm von D’Angelo und Jazzmatazz auf. Außerdem sang sie als Backgroundsängerin für Farin Urlaub, Udo Lindenberg, Yvonne Catterfeld und in der Live-Performance „Peter Fox – Live in der Wuhlheide“.
2005 wurde ihr erstes Album „Musik“ veröffentlicht. Davor war sie am ersten Soloalbum ihres früheren Bandkollegen O-Jay beteiligt. 2008 nahm Mason das Duett „Zucker“ mit Peter Fox für dessen Album Stadtaffe auf.
2010 eröffnete Mason ihre eigene Tanzschule „Charlottes Boogie Stube“ im Berliner Stadtteil Charlottenburg.

## Diskografie

### Studioalben
- 2005: Musik

### Singles
| Jahr | Titel Album                | Höchstplatzierung, Gesamtwochen, AuszeichnungChartsChartplatzierungen (Jahr, Titel, Album, Platzierungen, Wochen, Auszeichnungen, Anmerkungen) | Anmerkungen                                                          |
| Jahr | Titel Album                | DE | Anmerkungen                                                          |
| ---- | -------------------------- | --- | -------------------------------------------------------------------- |
| 2000 | 2 Mille Taxi Taxi (O.S.T.) | DE69 (7 Wo.)DE | Erstveröffentlichung: 31. Juli 2000 Massive Töne feat. Vanessa Mason |